# Harrisonville (Missouri)
Harrisonville ist eine Stadt im US-Bundesstaat Missouri und der Verwaltungssitz des Cass County. Sie liegt in der Metropolregion Kansas City. Das U.S. Census Bureau hat bei der Volkszählung 2020 eine Einwohnerzahl von 10.121 ermittelt.

## Geschichte
Harrisonville wurde 1837 auf Land gegründet, das der Kongress dem Cass County für County-Zwecke geschenkt hatte, und wurde nach dem Kongressabgeordneten Albert G. Harrison benannt, der maßgeblich an der Landvergabe beteiligt war. Die Gegend hatte während des Amerikanischen Bürgerkriegs stark zu leiden, obwohl Harrisonville einer der wenigen Orte war, die in der General Order No. 11 (1863) des Unionsgenerals Thomas Ewing ausgenommen waren, der die Entvölkerung von drei ganzen Missouri-Counties und einem Teil eines vierten befahl.
1972 tötete der 25-jährige Vietnamkriegsveteran Charlie „Ootney“ Simpson in Harrisonville bei einem Amoklauf drei Menschen.

## Demografie
Nach einer Schätzung von 2019 leben in Harrisonville 10.078 Menschen. Die Bevölkerung teilt sich im selben Jahr auf in 92,8 % Weiße, 1,5 % Afroamerikaner, 0,7 % amerikanische Ureinwohner, 0,4 % Asiaten und 4,6 % mit zwei oder mehr Ethnizitäten. Hispanics oder Latinos aller Ethnien machten 2,6 % der Bevölkerung aus. Das mittlere Haushaltseinkommen lag bei 47.404 US-Dollar und die Armutsquote bei 17,6 %.
| Jahr | Einwohner¹ |
| ---- | ---------- |
| 1950 | 2.530      |
| 1960 | 3.510      |
| 1970 | 5.052      |
| 1980 | 6.372      |
| 1990 | 7.683      |
| 2000 | 8.946      |
| 2010 | 10.019     |
| 2020 | 10.121     |

¹ 1950 – 2020: Volkszählungsergebnisse

## Söhne und Töchter der Stadt
- Edward Capehart O’Kelley (1858–1904), irisch-amerikanischer Outlaw
- Vicky Hartzler (* 1960), Politikerin
- Angelica Bridges (* 1970), Model und Schauspielerin